# Poinçon (métal précieux, France)
Pour les articles homonymes, voir Poinçon (homonymie).
Pour un article plus général, voir Poinçon (métal précieux).

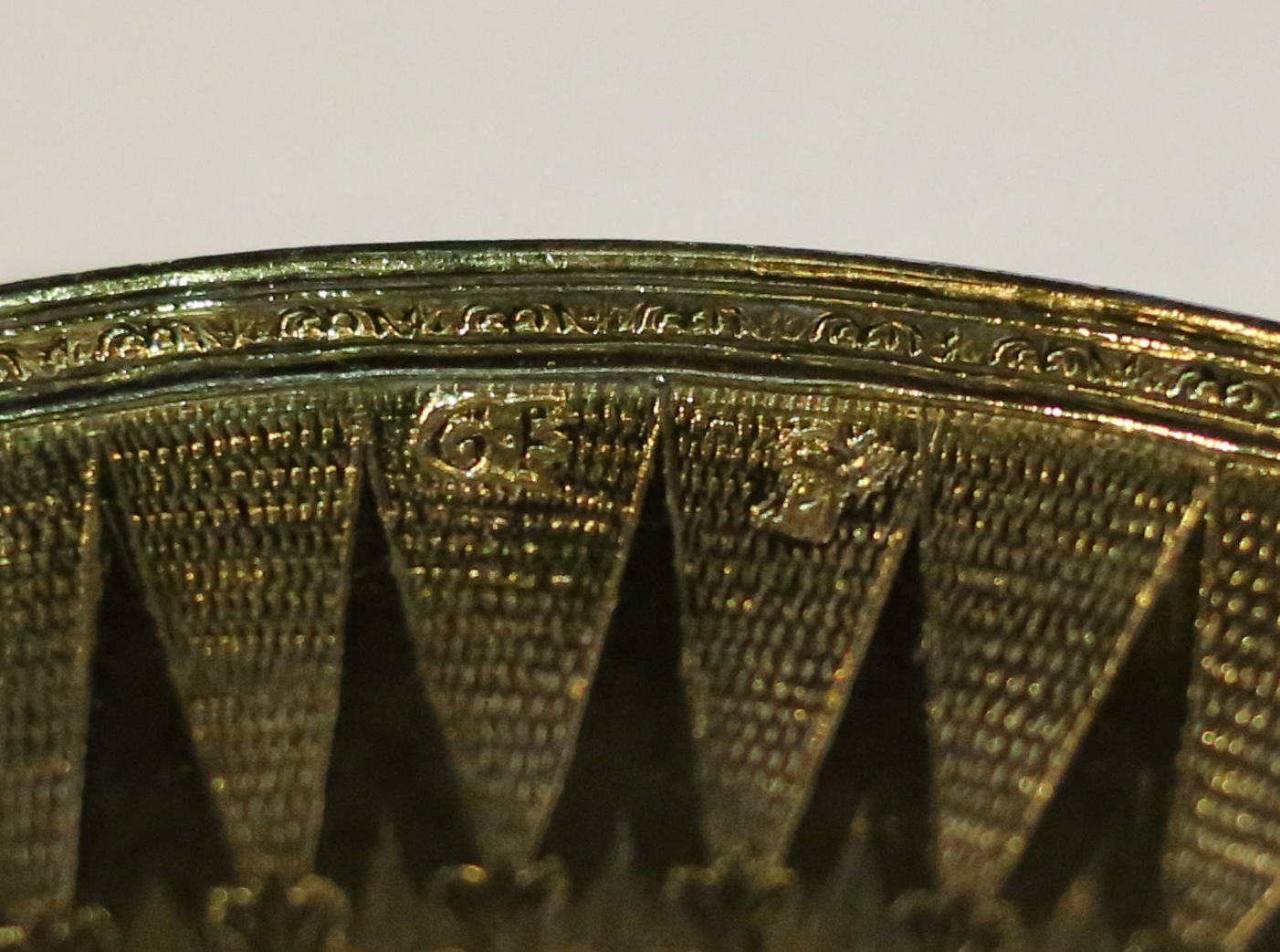
Patène du grand calice de Saint-Jean-du-Doigt (XVI) : poinçon de l'orfèvre Guillaume Floch (à gauche) et poinçon de la communauté d'orfèvres de Morlaix.

Un poinçon est une marque officielle appliquée par le fabricant ou l'importateur d'un objet en métal précieux pour en indiquer la provenance, ou par l'État pour en garantir le titre et l'origine.
Il s'agit souvent des initiales de l'orfèvre ou d'un symbole, voire une combinaison des deux.
En France, la « garantie » du métal précieux a été mise en place par les souverains par étapes successives, amenant la création des maisons communes de la corporation, chargées de garantir le taux de métal précieux. Colbert refond cette réglementation, qui est elle-même revue à la Révolution française pour aboutir le 10 mai 1838 au système actuel pour l'or, l'argent massif ou le platine : un poinçon « de responsabilité » (celui du fabricant ou de l'importateur pour les ouvrages) et un poinçon « de titre » (garantie de la valeur du métal par l'État ou son délégataire).

## Historique

### Marques primitives
Avant l'apparition de marques stylisées sur les pièces, certains orfèvres signent leurs pièces. Le premier nom connu d'un orfèvre sur le territoire de la France actuelle est celui de Medami, orfèvre gallo-romain, dont la signature est découverte sur une canthare en argent sur le site archéologique d'Alésia en 1862.
Les premières marques visibles d'orfèvres, ancêtre des poinçons de maîtres, sont découvertes sur les coupes de la Valdonne, datant sans doute de l'époque du règne de Clotaire II.

### Les débuts de la garantie
Afin d'éviter les abus liés à l'utilisation de métaux précieux, Étienne Boileau, prévôt de Paris sous Louis IX, procède en 1260 à la réglementation des corporations des métiers d'art. La charte parisienne des Orfèvres impose alors de garantir le titre des ouvrages. En 1272, les poinçons des maisons communes d'orfèvres commencent à apparaître. En 1275, Philippe III le Hardi ordonne que chaque communauté d'orfèvres (jurande en maison commune) marque par un poinçon propre les ouvrages en argent. Philippe IV le Bel étend en 1313 cet usage aux ouvrages d'or.
La définition des poinçons de maître (par Jean II le Bon en 1355 ou Charles V en 1378) impose à tout orfèvre d’apposer sur ses œuvres un poinçon spécial représentant une fleur de lys couronnée, muni d’un symbole personnel (ses initiales et un « différent », symbole propre à chaque jurande). La jurande, représentée par un « juré-garde », doit alors garantir un titre à 11 deniers 12 grains avec tolérance (le « remède ») de 2 grains (5 pour les petits ouvrages) (soit 957 pour mille minimum, plus ou moins 7 ‰).
En 1460, il est demandé deux poinçons : celui de l'orfèvre et celui de la jurande a laquelle appartient l’orfèvre. Le 22 novembre 1506, Louis XII impose les modalités concernant l'essai d'argent, avec des tableaux officiels de mesure et de correction. Afin d'éviter les fraudes, François Ier impose par édit du 21 septembre 1543 un contre-poinçon à celui insculpé par le juré-garde de la maison commune.
Henri III impose en mars 1554 le titre auquel doivent travailler les orfèvres, confirmé à 11 deniers 12 grains pour Paris, mais avec des tolérances pour les provinces rattachées postérieurement à la couronne, en fonction de leurs coutumes. Le vermeil est alors fait sur de l'argent à 10 deniers (833 ‰). Il crée également en 1579 le « droit de remède », une taxe sur les ouvrages précieux en or et argent destinée à harmoniser le prix des ouvrages avec le taux de la monnaie. Cet édit est révoqué par Louis XIV.

### Réforme de Colbert: système à quatre poinçons
Colbert rationalise ce dispositif en 1674 lors de sa réforme des impôts, en imposant le droit de marque et de contrôle par la Ferme générale. Les fermiers généraux dans chaque province et chaque ville sont alors chargés du contrôle des ouvrages en or et en argent.
On trouve désormais sur chaque ouvrage quatre poinçons, :
- le poinçon de maître, apposé par l'orfèvre sur la pièce ébauchée ;
- le poinçon de charge, poinçon fiscal apposé par les fermiers généraux et reconnaissant que l'orfèvre devra payer l'impôt ;
- le poinçon de jurande, apposé par le juré-garde de la maison commune des orfèvres, reconnaissant le titre de l'ouvrage en cours ;
- le poinçon de décharge, poinçon fiscal apposé par le fermier général sur la pièce terminée, et une fois l'impôt versé.

Poinçons relevés sous l'otensoir de Saint-Jean-du-Doigt réalisé par Thomas Maillard.
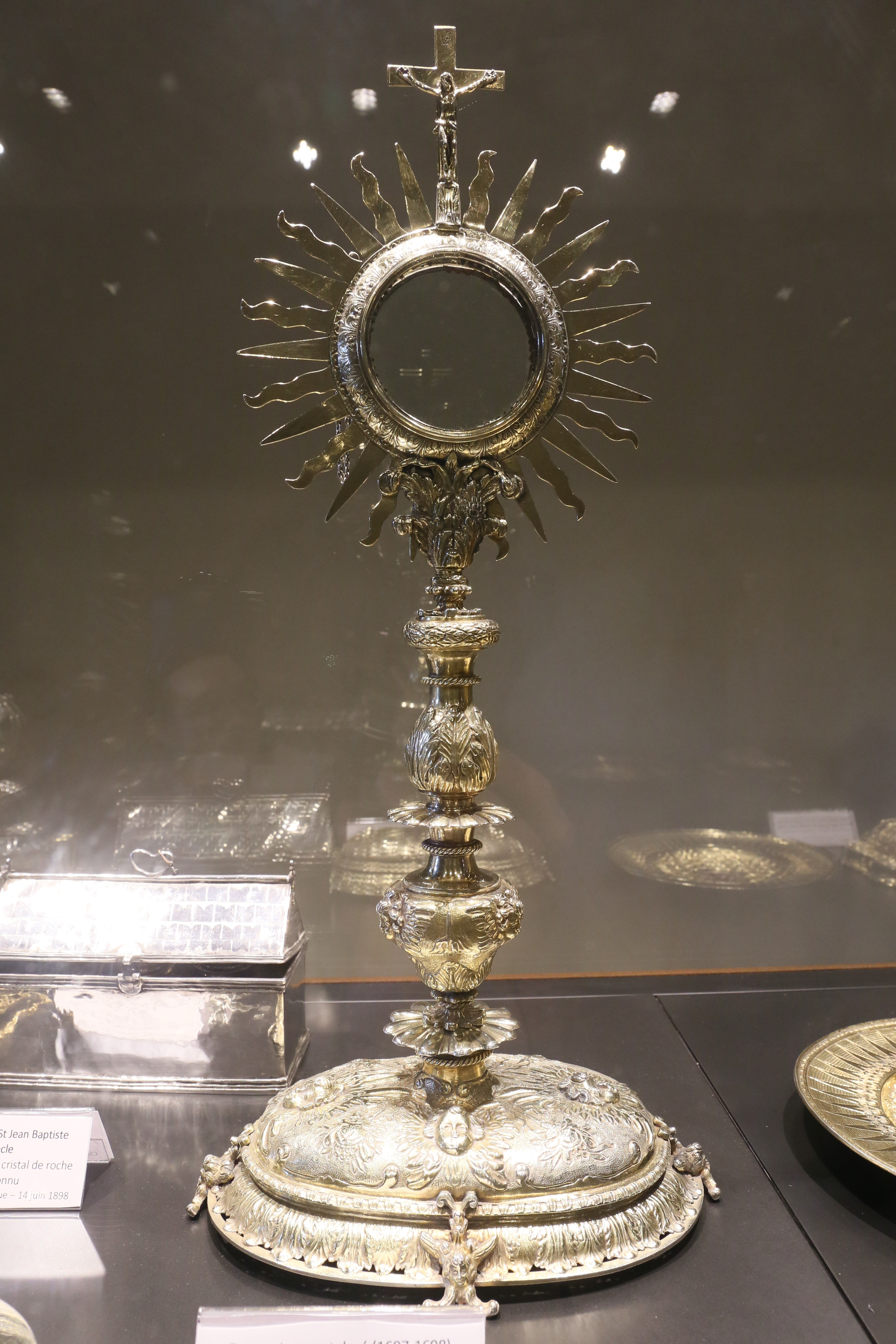
Ostensoir de Thomas Maillard, face avant, trésor de Saint-Jean-du-Doigt.
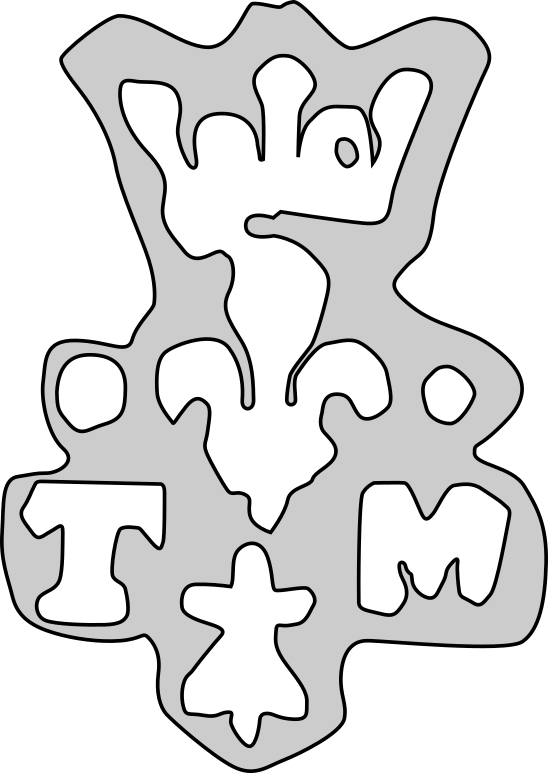
Relevé du poinçon de maître de Thomas Maillard (avant 1687 - mai 1718).
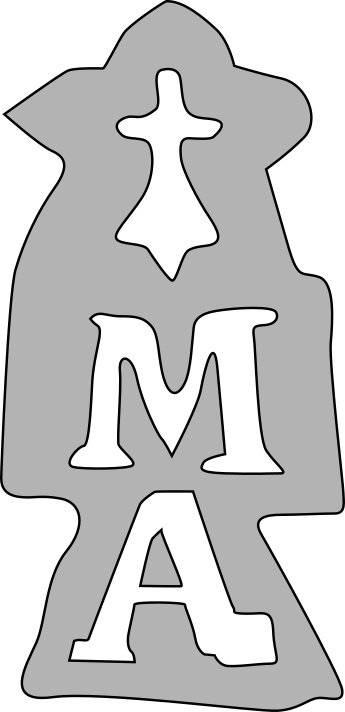
Poinçon de la jurande d'orfèvres de Morlaix, établi le 28 octobre 1697 et valable jusqu'au 17 février 1700.
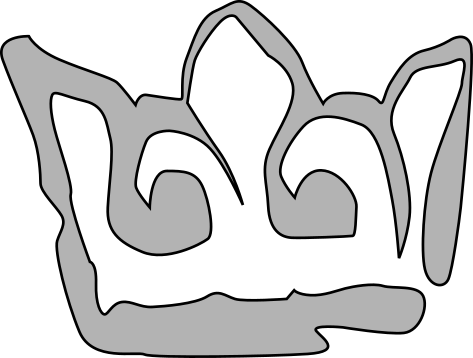
Poinçon de décharge du diocèse de Tréguier, établi le 31 octobre 1697 et retiré vers 1698.

Cet ensemble de quatre poinçons variait suivant les années (attribution à l'orfèvre ou perte par le décès, poursuite de l'activité en veuvage ; changement de fermier général, renouvellement annuel de la jurande, changement de la loi, etc.). Un cinquième poinçon pouvait également exister, celui de recense, apposé par un nouveau fermier général pour contre-marquer les pièces poinçonnées par son prédécesseur. Ce fut le cas de manière générale en 1722 à la suite de contrefaçons.
Les quatre poinçons peuvent changer de taille (et donc de dessin) en fonction de la taille des ouvrages (poinçons dits de « gros ouvrages » ou de « petits ouvrages »). Les pièces provenant de l'étranger sont insculpées par les fermiers généraux avec un poinçon « ET ».

#### Maître abonné
Un « orfèvre abonné » ou « orfèvre abonnataire » peut apposer trois fois son poinçon de maître sur les pièces concernées, à l'exclusion de toute autre marque.
De 1672 à 1798, il est possible pour les orfèvres ou les communautés d'orfèvres habitant loin d'une jurande ou d'un bureau de marque de souscrire un abonnement de droits auprès du fermier général ou de la maison commune. L'abonnement est payé par quartiers ou à l'année, sur la base d'une estimation de leur production. Cet abonnement permet d'éviter à l'orfèvre de se déplacer pour faire marquer ses pièces, mais oblige à payer des droits sur les métaux précieux, que la vente ait été faite ou non ; des litiges entre fermiers et orfèvres quant aux échéances de paiement sont alors fréquents.
Il existe des cas d'orfèvres abonnés dans des villes ayant un bureau de jurande, mais pas de bureau de marque (Sens, de 1687 à 1768). Certaines fermes définissent des poinçons différents suivant que l'orfèvre est abonné ou non (Laon, 1738).

### Révolution française
L'abolition des privilèges lors de la nuit du 4 août 1789 supprime les privilèges des orfèvres, et, par truchement, celui de la garantie sur l'or et l'argent. Cette disposition est renforcée par la loi Le Chapelier du 2 mars 1791, qui interdit les associations professionnelle et institue la liberté du travail. En avril 1791, les impôts indirects sont supprimés. Il n'y a plus de perception sur les ouvrages en métaux précieux : les fraudes aux métaux deviennent alors nombreuses et l'absence de recettes fiscales se fait nettement sentir.
La « loi relative à la surveillance du titre et à la perception des droits de garantie des matières et ouvrages d'or et d'argent » du 19 Brumaire an VI (9 novembre 1797) remet en place le système de garantie, de titres et de perceptions. Cette loi est la base des dispositions ayant actuellement cours en France et à Monaco. Des fonctionnaires sont chargés d'essayer les ouvrages présentées et d'y apposer le poinçon de garantie (poinçon de l'État et poinçon de valeur du titre). À la suite de la promulgation de la loi, une recense générale a lieu : les poinçons antérieurs sont annulés, et la Garantie vérifie alors gratuitement les ouvrages déjà poinçonnés et y appose un poinçon de « recence » spécifique (profil portant un bonnet phrygien).
On poinçonne trois fois :
- poinçon de maître (en losange[10]) ;
- poinçon de titre ;
- poinçon de garantie (« grosse », « moyenne » ou « petite garantie », fonction de la talle de l'ouvrage).

D'autres recenses ont lieu par la suite annulant les poinçons précédents : en 1809 avec un poinçon pour Paris et un poinçon pour le reste de la France ; du 16 août au 16 novembre 1819 avec deux poinçons de « grosse recence » et 10 poinçons de « petite recence » (Paris et 9 secteurs géographiques).

### Poinçons modernes
Les poinçons modernes entrent en service le 10 mai 1838.
Les ouvrages d'argent massif au titre minimal de 800 millièmes vendus en France portent alors :
- le poinçon de maître (en losange) ;
- le poinçon de garantie :
  - pour les gros ouvrages, la tête de Minerve (dans un rectangle à pans coupés pour le titre à 950 millièmes dit de « premier titre », dans une forme de tonneau pour le titre à 800 millièmes dit de « second titre ») ;
  - pour les menus ouvrages, une tête de sanglier (titre à 950 millièmes) ou un crabe (titre à 800 millièmes).
  - pour les petits ouvrages (par exemple des bijoux de type bague, pendentif, etc.), la tête de sanglier ou le crabe signifient que l’argent utilisé titre au minimum 800 millièmes.

Un poinçon différent permet de reconnaître les bureaux de contrôle. Il est placé devant le front de Minerve (premier titre) pour Paris (l'inverse en province), sous son menton (second titre) pour Paris (l'inverse en province) ou entre les pattes du crabe.
Certains poinçons vont varier par la suite (remplacement du sanglier et du crabe).
Les titres légaux pour l'or sont de 916 et 750 millièmes (haut titre), jusqu'à la loi du 4 janvier 1994 qui ajoute deux titres supplémentaires, 585 et 375 millièmes d'or (bas titre).
En 2001, la direction de la garantie et des services industriels disparaît. Ses missions sont intégrées au service des douanes. Un titre à 999 millièmes est créé pour l'or, l'argent et le platine. Le 30 décembre 2004, la distinction entre ouvrages en or 585 millièmes et en alliage d'or 375 millièmes est abolie : tous deux portent l'appellation « or » lors de la commercialisation.

## Situation actuelle
En France (métropole et certains DOM) et à Monaco, la loi du 19 Brumaire an VI (9 novembre 1797) régit le titre pour les métaux précieux que sont l'or, l'argent et le platine. L'article 553 bis du code général des impôts en détaille des dispositions.
Ce titre est commun aux ouvrages de bijouterie, horlogerie, joaillerie ou orfèvrerie et est contrôlé et garanti par l'État via le service de la Garantie qui dépend des douanes françaises (services départementalisés) ou par des organismes agréés par les douanes (le Cetehor, Cookson CLAL CRT, Pourquery et la SAAMP,).
Sauf cas particuliers, on trouvera sur une pièce deux poinçons : celui de titre et celui du fabricant (ou de l'importateur). Le positionnement des poinçons est défini par la Loi.

### Poinçons de responsabilité (parfois dit «de maître»)

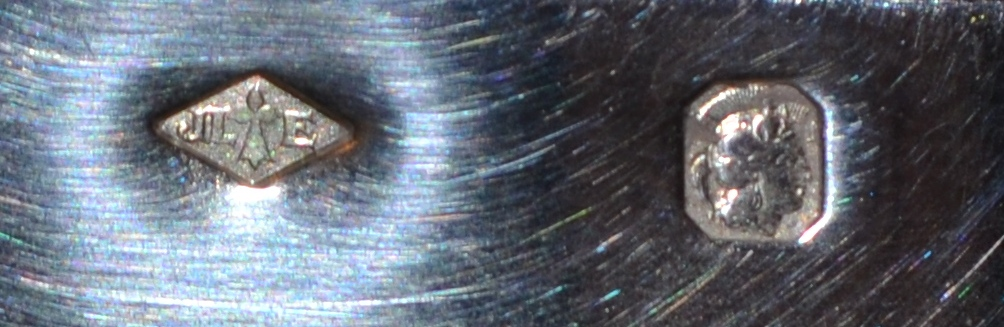
Poinçons apposés sur une pièce récente : à gauche, poinçon de maître de l'orfèvre Jean-Louis Évellin (ses initiales « JL » et « E » encadrant le différent, ici une moucheture hermine héraldique) ; à droite, poinçon de titre pour l'argent contrôlé (tête de Minerve).

Il existe cinq types de poinçons de responsabilité :
- Poinçon de maître
  - poinçon de maître en forme de losange pour tous les ouvrages en métaux précieux fabriqués en France aux titres légaux ;
  - poinçon de forme carrée pour les ouvrages « plaqués » (apposition d'un film de métal précieux par électrochimie) fabriqués en France ou introduits depuis un État membre de l'Union Européenne ;
  - poinçon de forme pentagonale dit en « obus » pour les ouvrages destinés à être exportés.
- Poinçon d'importateur
  - poinçon de responsabilité de forme ovale, pour les ouvrages en métaux précieux importés ;
  - poinçon en forme de borne (ovale) pour les ouvrages « plaqués » importés en France.

Ces poinçons doivent être imposés avant celui de titre : ils engagent la responsabilité du fabricant ou de l'importateur.
Les poinçons dépendent d'une personne (bijoutier, joaillier, horloger, orfèvre) et sont détruits à son décès. Les poinçons déposés au nom d'une entreprise sont détruits à la fermeture de l'entreprise. Sur ce poinçon figurent a minima son initiale ainsi qu'un symbole (le « différent » ou la « devise ») qui lui est propre.

### Poinçon de titre ou de garantie

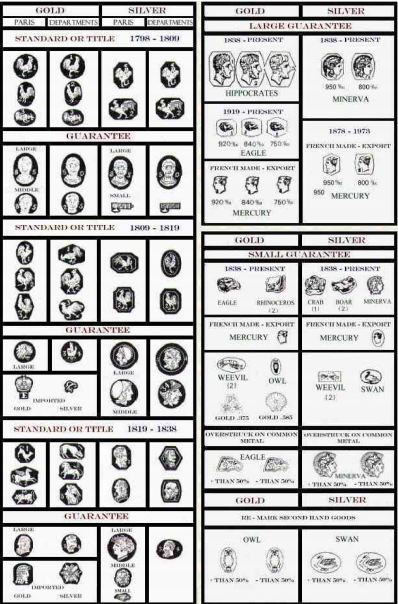
Poinçons officiels français utilisés entre 1798 et 1972 pour l'or et l'argent.

Afin de garantir le titre, les services des douanes ou les laboratoires agréés procèdent à un test chimique sur la pièce à titrer. Si la pièce respecte le titre, le poinçon est apposé.
Depuis le 20 novembre 2001, les articles d'une masse de moins de 3 g pour l'or et de moins de 30 g pour l'argent sont dispensés de l'apposition du poinçon de titre (mais pas de celui de maître ou d'importateur, qui engagent leur responsabilité), mais restent cependant sous le contrôle du service de la Garantie, pour la totale assurance des acheteurs. Certains ouvrages fins et fragiles peuvent être dispensés de poinçon de garantie.

Les poinçons varient dans le temps.

#### Poinçons ayant cours

##### Poinçons généraux
Poinçons généraux de garantie du titre au millième des métaux, ayant cours depuis octobre 2009 :
|         | ouvrages neufs | ouvrages neufs                         | ouvrages d'occasion                    | ouvrages d'occasion |
| ------- | --- | -------------------------------------- | -------------------------------------- | --- |
|         | Poinçons de titre (grosse garantie) | Petite garantie                        | Origine française                      | Origine étrangère ou peu certaine                                                                                             |
| or      | - 999 ‰ : hippocampe - 916 ‰ : tête d'aigle dans un rectangle à pans coupés, « 1 » en différent - 750 ‰ : tête d'aigle dans un hexagone, « 3 » en différent - 585 ‰ : coquille Saint-Jacques (neuf et occasion) - 375 ‰ : trèfle (neuf et occasion) | 750 ‰ : tête d'aigle sans entourage    | 750 ‰ : tête d'aigle sans entourage    | - Hibou de face dans un ovale - Pour les ouvrages de bas-titre (inférieur à 375 ‰), les capitales « ET » dans un rectangle.   |
| argent  | - 999 ‰ : amphore - 925 ‰ : tête de Minerve dans un rectangle à pans coupés, « 1 » en différent - 800 ‰ : tête de Minerve dans une forme de tonneau, « 2 » en différent                                                                             | 800 ‰ : tête de Minerve sans entourage | 800 ‰ : tête de Minerve sans entourage | - Cygne de profil dans un ovale - Pour les ouvrages de bas-titre (inférieur à 800 ‰), les capitales « ET » dans un rectangle. |
| platine | - 999 ‰ : manchot - 950 ‰ : tête de chien dans un rectangle à pans coupés, « 1 » en différent - 900 ‰ : tête de chien dans une forme de tonneau, « 2 » en différent - 850 ‰ : tête de chien dans un hexagone, « 3 » en différent                    | 850 ‰ : tête de chien sans entourage   | Mascaron                               | Mascaron |

Note : la grosse et la petite garantie désignent les poinçons de grande et petite taille apposés en fonction de la taille de la pièce.

##### Poinçons particuliers
La garantie s'applique également à des cas particuliers.
Pour les ouvrages où le métal précieux (or ou argent) est accessoire, mais s'il constitue au moins 3 % de l'ouvrage, un poinçon représentant une tête de sanglier et une tête d'aigle dans un ovale est apposé en garantie (hibou et cygne pour les importations).
Pour les ouvrages où un métal précieux est juxtaposé à un métal commun les poinçons sont les suivants :
- or et métal
  - 50 % et plus d'or :
    - ouvrage neuf : tête d'aigle avec une rayure en différent derrière la tête
    - ouvrage d'occasion : hibou de face dans un ovale, avec une rayure en différent à gauche

  - moins de 50 % d'or :
    - ouvrage neuf : tête d'aigle avec deux rayures en différent derrière la tête
    - ouvrage d'occasion : hibou de face dans un ovale, avec une rayure en différent de chaque côté
- argent et métal
  - 50 % et plus d'argent :
    - ouvrage neuf : tête de Minerve avec une rayure en différent sur la joue
    - ouvrage d'occasion : cygne de profil dans un ovale, avec une rayure en différent au-dessus

  - moins de 50 % d'argent :
    - ouvrage neuf : tête de Minerve avec deux rayures en différent sur la joue
    - ouvrage d'occasion : cygne de profil dans un ovale, avec deux rayures en différent au-dessus

  - Sur les objets en vermeil un poinçon avec la lettre « V » dans un losange doit accompagner la marque du poinçon de l'argent.